# Dyskografia Jojiego
Joji to japoński piosenkarz i autor tekstów, który wydał dwa albumy studyjne, jeden mixtape, dwie EP'ki i czternaście singli, a trzy z tych projektów zostały wydane pod nazwą „Pink Guy”, komediowe alter-ego stworzone na platformie rozrywkowej YouTube.
Jego debiutancki album studyjny jako Joji, zatytułowany Ballads 1, ukazał się 26 października 2018 roku i był jego drugim projektem pod tym pseudonimem artystycznym, pierwszym była EP-ka In Tongues.

## Albumy
| Tytuł     | Szczegóły                                                                                    | Szczytowe pozycje na listach przebojów | Szczytowe pozycje na listach przebojów | Szczytowe pozycje na listach przebojów | Szczytowe pozycje na listach przebojów | Szczytowe pozycje na listach przebojów | Szczytowe pozycje na listach przebojów | Szczytowe pozycje na listach przebojów | Szczytowe pozycje na listach przebojów | Szczytowe pozycje na listach przebojów | Szczytowe pozycje na listach przebojów | Certyfikaty                              |
| Tytuł     | Szczegóły                                                                                    | AUS                                    | BEL (FL)                               | KAN                                    | IRL                                    | NLD                                    | NOR                                    | NZ                                     | SWE                                    | UK                                     | USA                                    | Certyfikaty                              |
| --------- | -------------------------------------------------------------------------------------------- | -------------------------------------- | -------------------------------------- | -------------------------------------- | -------------------------------------- | -------------------------------------- | -------------------------------------- | -------------------------------------- | -------------------------------------- | -------------------------------------- | -------------------------------------- | ---------------------------------------- |
| Ballads 1 | - Data: 26 października 2018 - Wydawnictwo: 88rising, 12Tone - Format: CD, LP, DL, streaming | 17                                     | 81                                     | 7                                      | 37                                     | 44                                     | 4                                      | 10                                     | 47                                     | 26                                     | 3                                      | - RIAA: Złota płyta - BPI: Srebrna płyta |
| Nectar    | - Data: 25 września 2020 - Wydawnictwo: 88rising, 12Tone - Format: CD, LP, CS, DL, streaming | 1                                      | 22                                     | 4                                      | 11                                     | 21                                     | 9                                      | 2                                      | 17                                     | 6                                      | 3                                      |                                          |

## EP
| Tytuł      | Szczegóły                                                                                             | Szczytowe pozycje na listach przebojów | Szczytowe pozycje na listach przebojów | Szczytowe pozycje na listach przebojów | Szczytowe pozycje na listach przebojów |
| Tytuł      | Szczegóły                                                                                             | KAN                                    | NZ                                     | USA                                    | USA (R&B & HH)                         |
| ---------- | --- | -------------------------------------- | -------------------------------------- | -------------------------------------- | -------------------------------------- |
| In Tongues | - Data: 3 listopada 2017 - Wydawnictwo: 88rising, Empire Distribution - Format: DL, streaming, 12" EP | 62                                     | 38                                     | 58                                     | 28                                     |

## Single

### Jako artysta główny
| Tytuł                                               | Rok  | Szczytowe pozycje na listach przebojów | Szczytowe pozycje na listach przebojów | Szczytowe pozycje na listach przebojów | Szczytowe pozycje na listach przebojów | Szczytowe pozycje na listach przebojów | Szczytowe pozycje na listach przebojów | Szczytowe pozycje na listach przebojów | Szczytowe pozycje na listach przebojów | Szczytowe pozycje na listach przebojów | Certyfikaty                                                                                   | Album                 |
| Tytuł                                               | Rok  | AUS                                    | KAN                                    | IRL                                    | NZ (Hot)                               | UK                                     | USA                                    | USA (R&B & HH)                         | USA (R&B)                              | USA (Rock)                             | Certyfikaty                                                                                   | Album                 |
| --------------------------------------------------- | ---- | -------------------------------------- | -------------------------------------- | -------------------------------------- | -------------------------------------- | -------------------------------------- | -------------------------------------- | -------------------------------------- | -------------------------------------- | -------------------------------------- | --------------------------------------------------------------------------------------------- | --------------------- |
| "Will He"                                           | 2017 | —                                      | —                                      | —                                      | —                                      | —                                      | —                                      | —                                      | —                                      | —                                      | - RIAA: Platynowa płyta                                                                       | In Tongues            |
| "18" (z: Kris Wu, Rich Brian, Trippie Redd, Baauer) | 2018 | —                                      | —                                      | —                                      | —                                      | —                                      | —                                      | —                                      | —                                      | —                                      | —                                                                                             | —                     |
| "Yeah Right"                                        | 2018 | —                                      | —                                      | —                                      | 38                                     | —                                      | —                                      | —                                      | 21                                     | —                                      | - RIAA: Platynowa płyta - ZPAV: Złota płyta                                                   | Ballads 1             |
| "Peach Jam" (z: 88rising, BlocBoy JB)               | 2018 | —                                      | —                                      | —                                      | —                                      | —                                      | —                                      | —                                      | —                                      | —                                      | —                                                                                             | Head in the Clouds    |
| "Slow Dancing in the Dark"                          | 2018 | —                                      | 52                                     | —                                      | 4                                      | —                                      | 69                                     | 39                                     | 7                                      | —                                      | - ARIA: Platynowa płyta - BPI: Srebrna płyta - RIAA: Platynowa płyta (2×) - ZPAV: Złota płyta | Ballads 1             |
| "Can't Get Over You" (z: Clams Casino)              | 2018 | —                                      | —                                      | —                                      | 29                                     | —                                      | —                                      | —                                      | —                                      | —                                      | - RIAA: Złota płyta                                                                           | Ballads 1             |
| "Test Drive"                                        | 2018 | —                                      | —                                      | —                                      | 30                                     | —                                      | —                                      | —                                      | 19                                     | —                                      | - RIAA: Złota płyta                                                                           | Ballads 1             |
| "Sanctuary"                                         | 2019 | 42                                     | 58                                     | 61                                     | 5                                      | 63                                     | 80                                     | 32                                     | 7                                      | —                                      | - ARIA: Złota płyta - RIAA: Złota płyta                                                       | Nectar                |
| "Breathe" (z: 88rising, Don Krez)                   | 2019 | —                                      | —                                      | —                                      | —                                      | —                                      | —                                      | —                                      | —                                      | —                                      | —                                                                                             | Head in the Clouds II |
| "Run"                                               | 2020 | 39                                     | 57                                     | 47                                     | 4                                      | 46                                     | 68                                     | —                                      | —                                      | —                                      | —                                                                                             | Nectar                |
| "Gimme Love"                                        | 2020 | 68                                     | 82                                     | 90                                     | 4                                      | 86                                     | —                                      | —                                      | —                                      | 12                                     | - ZPAV: Złota płyta                                                                           | Nectar                |
| "Daylight" (z: Diplo)                               | 2020 | 100                                    | —                                      | —                                      | 8                                      | —                                      | —                                      | —                                      | —                                      | 12                                     | —                                                                                             | Nectar                |
| "Your Man"                                          | 2020 | 85                                     | 83                                     | 73                                     | 6                                      | —                                      | —                                      | —                                      | —                                      | —                                      | —                                                                                             | Nectar                |

### Jako artysta poboczny
| Tytuł                                                                      | Rok  | Szczytowe pozycje na listach przebojów | Certyfikaty         | Album              |
| Tytuł                                                                      | Rok  | USA (R&B)                              | Certyfikaty         | Album              |
| -------------------------------------------------------------------------- | ---- | -------------------------------------- | ------------------- | ------------------ |
| "Besidju" (z: Shamana)                                                     | 2016 | —                                      | —                   | Non-album singles  |
| "Nomadic" (z: Higher Brothers)                                             | 2017 | —                                      | —                   | Non-album singles  |
| "FeelTheRage" (z: Lil Gnar, Night Lovell)                                  | 2018 | —                                      | —                   | Non-album singles  |
| "Midsummer Madness" (z: 88rising, Rich Brian, Higher Brothers i August 08) | 2018 | 23                                     | - RIAA: Złota płyta | Head in the Clouds |
| "Think About U" (z: Ryan Hemsworth)                                        | 2018 | —                                      | —                   | Elsewhere          |
| "Gates to the Sun" (z: SahBabii)                                           | 2020 | —                                      | —                   | Non-album single   |

## Piosenki notowane i piosenki z certyfikatami
| Tytuł                                                        | Rok  | Szczytowe pozycje na listach przebojów | Szczytowe pozycje na listach przebojów | Szczytowe pozycje na listach przebojów | Szczytowe pozycje na listach przebojów | Szczytowe pozycje na listach przebojów | Szczytowe pozycje na listach przebojów | Szczytowe pozycje na listach przebojów | Certyfikaty         | Album                 |
| Tytuł                                                        | Rok  | AUS                                    | NZ (Hot)                               | KAN                                    | IRL                                    | UK                                     | USA (Bub.)                             | USA (Rock)                             | Certyfikaty         | Album                 |
| ------------------------------------------------------------ | ---- | -------------------------------------- | -------------------------------------- | -------------------------------------- | -------------------------------------- | -------------------------------------- | -------------------------------------- | -------------------------------------- | ------------------- | --------------------- |
| "Demons"                                                     | 2017 | —                                      | —                                      | —                                      | —                                      | —                                      | —                                      | —                                      | - RIAA: Złota płyta | In Tongues            |
| "Attention"                                                  | 2018 | —                                      | 17                                     | —                                      | —                                      | —                                      | —                                      | —                                      | —                   | Ballads 1             |
| "Wanted U"                                                   | 2018 | —                                      | 24                                     | —                                      | —                                      | —                                      | —                                      | —                                      | —                   | Ballads 1             |
| "No Fun"                                                     | 2018 | —                                      | 28                                     | —                                      | —                                      | —                                      | —                                      | —                                      | —                   | Ballads 1             |
| "R.I.P."(z: Trippie Redd)                                    | 2018 | —                                      | 25                                     | —                                      | —                                      | —                                      | —                                      | —                                      | —                   | Ballads 1             |
| "Walking"(z: 88rising, Jackson Wang, Swae Lee i Major Lazer) | 2019 | —                                      | 28                                     | —                                      | —                                      | —                                      | —                                      | —                                      | —                   | Head in the Clouds II |
| "Ew"                                                         | 2020 | —                                      | 7                                      | —                                      | —                                      | 97                                     | 1                                      | —                                      | —                   | Nectar                |
| "Modus"                                                      | 2020 | —                                      | 12                                     | —                                      | —                                      | —                                      | 20                                     | 33                                     | —                   | Nectar                |
| "Afterthought"(z: Benee)                                     | 2020 | —                                      | 3                                      | —                                      | —                                      | —                                      | —                                      | 28                                     | —                   | Nectar                |
| "Upgrade"                                                    | 2020 | —                                      | —                                      | —                                      | —                                      | —                                      | —                                      | 29                                     | —                   | Nectar                |
| "High Hopes"(z: Omar Apollo)                                 | 2020 | —                                      | —                                      | —                                      | —                                      | —                                      | —                                      | 31                                     | —                   | Nectar                |
| "Normal People"(z: Rei Brown)                                | 2020 | —                                      | —                                      | —                                      | —                                      | —                                      | —                                      | 32                                     | —                   | Nectar                |
| "Reanimator"(z: Yves Tumor)                                  | 2020 | —                                      | —                                      | —                                      | —                                      | —                                      | —                                      | 41                                     | —                   | Nectar                |
| "Tick Tock"                                                  | 2020 | —                                      | —                                      | —                                      | —                                      | —                                      | —                                      | 18                                     | —                   | Nectar                |
| "777"                                                        | 2020 | —                                      | —                                      | —                                      | —                                      | —                                      | —                                      | 33                                     | —                   | Nectar                |

## Występy gościnne
| Tytuł                    | Rok  | Inni artyści         | Album      |
| ------------------------ | ---- | -------------------- | ---------- |
| "Introvert"              | 2018 | Rich Brian           | Amen       |
| "Make It Right"          | 2018 | Nessly               | Wildflower |
| "OMG"                    | 2018 | RL Grime, Chief Keef | Nova       |
| "On My Way Out"          | 2018 | Getter               | Visceral   |
| "Think About U"          | 2018 | Ryan Hemsworth       | Elsewhere  |
| "Where Does The Time Go" | 2019 | Rich Brian           | The Sailor |

### Remixy
| Tytuł      | Rok  | Artysta remixu | Odtworzenia na SoundCloud | Wyświetlenia na YouTube |
| ---------- | ---- | -------------- | ------------------------- | ----------------------- |
| "Medicine" | 2014 | Daughter       | 2.35 M                    | 4.3 M                   |

## Jako "Pink Guy"

### Albumy studyjne
| Tytuł       | Szczegóły                                                                  | Szczytowe pozycje na listach przebojów | Szczytowe pozycje na listach przebojów | Szczytowe pozycje na listach przebojów | Szczytowe pozycje na listach przebojów | Szczytowe pozycje na listach przebojów |
| Tytuł       | Szczegóły                                                                  | USA                                    | NZ (Heat.)                             | NLD                                    | FIN                                    | NOR                                    |
| ----------- | -------------------------------------------------------------------------- | -------------------------------------- | -------------------------------------- | -------------------------------------- | -------------------------------------- | -------------------------------------- |
| Pink Season | - Wydano: 4 stycznia 2017 - Wydawnictwo: brak - Format: Pobieranie cyfrowe | 70                                     | 3                                      | 157                                    | 46                                     | 38                                     |

### EP
| Tytuł                     | Szczegóły                                                                   | Szczytowe pozycje na listach przebojów |
| Tytuł                     | Szczegóły                                                                   | USA (Comedy)                           |
| ------------------------- | --------------------------------------------------------------------------- | -------------------------------------- |
| Pink Season: The Prophecy | - Wydano: 24 maja 2017 - Wydawnictwo: 88rising - Format: Pobieranie cyfrowe | 2                                      |

### Mixtape’y
| Title    | Album details                                                                   |
| -------- | ------------------------------------------------------------------------------- |
| Pink Guy | - Wydano: 23 maja 2014 - Wydawnictwo: brak - Format: Darmowe pobieranie cyfrowe |

### Inne notowane piosenki
| Tytuł           | Rok  | Szczytowe pozycje na listach przebojów | Album       |
| Tytuł           | Rok  | USA (Comedy)                           | Album       |
| --------------- | ---- | -------------------------------------- | ----------- |
| "STFU"          | 2017 | 4                                      | Pink Season |
| "Fried Noodles" | 2017 | 5                                      | Pink Season |
| "Pink Life"     | 2017 | 10                                     | Pink Season |
| "Rice Balls"    | 2017 | 11                                     | Pink Season |
| "Dumplings"     | 2017 | 15                                     | Pink Season |

## Filmy wideo

### Jako główny artysta
| Title                                                | Year | Reżyserzy            |
| ---------------------------------------------------- | ---- | -------------------- |
| "Will He"                                            | 2017 | Matthew Dillon Cohen |
| "Demons"                                             | 2017 | Jared Hogan          |
| "18" (z: Kris Wu, Rich Brian, Trippie Redd i Baauer) | 2018 | BRTHR                |
| "Window"                                             | 2018 | BRTHR                |
| "Yeah Right"                                         | 2018 | Joji                 |
| "Peach Jam"(z: BlocBoy JB)                           | 2018 | Christine Yuan       |
| "Head in the Clouds"                                 | 2018 |                      |
| "Slow Dancing in the Dark"                           | 2018 | Jared Hogan          |
| "Can't Get Over You"                                 | 2018 | Saint, Joji          |
| "Test Drive"                                         | 2018 | James Defina         |
| "Wanted U"                                           | 2018 | Michael La Burt      |
| "Sanctuary"                                          | 2019 | Eoin Glaister        |
| "Run"                                                | 2020 | Aisultan Seitov      |
| "Gimme Love"                                         | 2020 | Joji, Andrew Donoho  |
| "Daylight"                                           | 2020 | Munachi Osegbu       |
| "Pretty Boy"(z: Lil Yachty)                          | 2020 |                      |
| "Your Man"                                           | 2020 | Jared Hogan          |
| "Tick Tock"                                          | 2020 | James Defina         |
| "Upgrade"                                            | 2020 | James Defina         |

### Jako artysta poboczny
| Tytuł                                                                     | Rok  | Reżyser        |
| ------------------------------------------------------------------------- | ---- | -------------- |
| "Nomadic"(z: Higher Brothers)                                             | 2017 | Adrian Pereyra |
| "Midsummer Madness"(z: 88rising, Rich Brian, Higher Brothers i August 08) | 2018 | Warwick Saint  |
| "Think About U"(z: Ryan Hemsworth)                                        | 2018 | techgod        |

## Produkcja

### 2017
Pink Guy – Pink Season
- 01. "Hot Nickel Ball on a Pussy"
- 02. "Are You Serious"
- 03. "White Is Right"
- 04. "I Have a Gun"
- 06. "STFU"
- 07. "Gays 4 Donald"
- 08. "I Do It for My Hood"
- 09. "Please Stop Calling Me Gay"
- 10. "She’s So Nice"
- 11. "Please Stop Touching My Willy"
- 12. "Uber Pussy"
- 13. "セックス大好き"
- 15. "Meme Machine"
- 16. "Hand on My Gat"
- 17. "D I C C W E T T 1"
- 18. "Flex Like David Icke"
- 19. "High School Blink193"
- 20. "Rice Balls"
- 21. "Dora the Explora"
- 23. "Dog Festival Directions"
- 24. "We Fall Again"
- 25. "Club Banger 3000"
- 26. "Help"
- 27. "Hentai"
- 30. "Another Earth"
- 31. "I Will Get a Vasectomy"
- 32. "Furr"
- 33. "Fried Noodles"
- 34. "Goofy’s Trial"
- 35. "Be Inspired"

Joji – In Tongues
- 01. "Will he"
- 02. "Pills"
- 03. "Demons"
- 04. "Window"
- 05. "Bitter Fuck"
- 06. "Worldstar Money (Interlude)"
- 07. "Plastic Taste"
- 08. "I Don’t Wanna Waste My Time"

### 2018
Rich Brian, Kris Wu, Joji, Trippie Redd i Baauer
- "18"

88rising – Head in the Clouds
- 04. "Peach Jam"
- 17. "Head in the Clouds"

Joji – Ballads 1
- 01. "Attention"
- 02. "Slow Dancing in the Dark"
- 04. "Wanted U"
- 06. "Yeah Right"
- 08. "No Fun"
- 10. "R.I.P."
- 11. "XNXX"
- 12. "I'll See You in 40"

### 2019
Higher Brothers – Five Stars
- 14. "Zombie"

### 2020
Joji – Nectar
- 05. "Upgrade"
- 06. "Gimme Love"
- 07. "Run"
- 12. "Normal People"
- 13. "Afterthought"
- 14. "Mr. Hollywood"